# Moses Mawa
Moses Mawa (Oslo, 1996. augusztus 4. –) norvég labdarúgó, a Kristiansund csatárja.

## Pályafutása
Mawa a norvégiai fővárosban, Osloban született. Az ifjúsági pályafutását helyi kluboknál kezdte, játszott például a Oppsal és a Holmlia akadémiájánál is.
2015-ben mutatkozott be a Lyn harmadosztályban szereplő felnőtt csapatában. A 2015-ös szezonban összesen 14 mérkőzésen lépett pályára és 6 gólt lőtt. A következő két évben a Bærum csapatát erősítette. 2018-ban a KFUM-hoz igazolt. A 2018-as ligában és osztályozóban szerzett 15 góljával is hozzájárult a klub másodosztályba való feljutásában. 2019. augusztus 1-jén az első osztályú Strømsgodsethez szerződött. Először 2019. augusztus 5-én, a Bodø/Glimt ellen 3–1-re elvesztett mérkőzésen lépett pályára és megszerezte első ligagólját is.
2021. augusztus 17-én 3½ éves szerződést kötött a Kristiansund együttesével. 2021. november 7-én, a Odd ellen 4–2-re megnyert mérkőzésen mesterhármast lőtt.

## Statisztikák
2022. május 21. szerint
| Klub         | Szezon   | Osztály     | Bajnokság | Bajnokság | Kupa  | Kupa | Nemzetközi | Nemzetközi | Összesen | Összesen |
| Klub         | Szezon   | Osztály     | Meccs     | Gól       | Meccs | Gól  | Meccs      | Gól        | Meccs    | Gól      |
| ------------ | -------- | ----------- | --------- | --------- | ----- | ---- | ---------- | ---------- | -------- | -------- |
| Lyn          | 2015     | divisjon 2. | 14        | 6         | 0     | 0    | —          | —          | 14       | 6        |
| Bærum        | 2016     | divisjon 2. | 26        | 12        | 2     | 0    | —          | —          | 28       | 12       |
| Bærum        | 2017     | divisjon 2. | 24        | 6         | 2     | 0    | —          | —          | 26       | 6        |
| Bærum        | Összesen | Összesen    | 50        | 18        | 4     | 0    | 0          | 0          | 54       | 18       |
| KFUM         | 2018     | divisjon 2. | 30        | 15        | 3     | 2    | —          | —          | 33       | 17       |
| KFUM         | 2019     | OBOS-ligaen | 15        | 10        | 3     | 3    | —          | —          | 18       | 13       |
| KFUM         | Összesen | Összesen    | 45        | 25        | 6     | 5    | 0          | 0          | 51       | 30       |
| Strømsgodset | 2019     | Eliteserien | 14        | 4         | 0     | 0    | —          | —          | 14       | 4        |
| Strømsgodset | 2020     | Eliteserien | 30        | 6         | 0     | 0    | —          | —          | 30       | 6        |
| Strømsgodset | 2021     | Eliteserien | 12        | 1         | 0     | 0    | —          | —          | 12       | 1        |
| Strømsgodset | Összesen | Összesen    | 56        | 11        | 0     | 0    | 0          | 0          | 56       | 11       |
| Kristiansund | 2021     | Eliteserien | 15        | 5         | 1     | 0    | —          | —          | 16       | 5        |
| Kristiansund | 2022     | Eliteserien | 7         | 0         | 1     | 1    | —          | —          | 8        | 1        |
| Kristiansund | Összesen | Összesen    | 22        | 5         | 2     | 1    | 0          | 0          | 24       | 6        |
| Összesen     | Összesen | Összesen    | 187       | 65        | 12    | 6    | 0          | 0          | 199      | 71       |

## Fordítás
Ez a szócikk részben vagy egészben  a   Moses Mawa című angol Wikipédia-szócikk fordításán alapul.  Az eredeti cikk szerkesztőit annak laptörténete sorolja fel. Ez a jelzés csupán a megfogalmazás eredetét és a szerzői jogokat jelzi, nem szolgál a cikkben szereplő információk forrásmegjelöléseként.